# Alessandro Valignano
Alessandro Valignano SJ (ur. w lutym 1539 w Chieti, zm. 20 stycznia 1606 w Makau) – włoski prezbiter rzymskokatolicki, misjonarz.

## Życiorys
Urodził się we wpływowej rodzinie neapolitańskiej arystokracji, studiował prawo, a w 1566 roku wstąpił do zakonu jezuitów. Siedem lat później został wysłany na misję na Daleki Wschód, celem szerzenia chrześcijaństwa. W 1573 roku przybył do Indii Portugalskich i większość życia spędził w stanie Goa, w Makau i Japonii. W czasie jego pobytu w Chinach, jednym z jego uczniów był Matteo Ricci.
Kiedy po raz pierwszy przybył do Japonii, zorganizował misję jezuicką, która otrzymała część bardzo dochodowego handlu jedwabiami między Japonią i Makau. Dzięki temu, jego wyprawa była samowystarczalna, a ponadto skłoniła do nawrócenia na chrześcijaństwo kilku daimyō, m.in. Harunobu Arimę. Uczniowie Valignana ubierali się na wzór mnichów buddyjskich, w celu asymilacji z tamtejszym społeczeństwem. Dzięki temu, pozwolono mu otworzyć pierwszy w Japonii ośrodek szkoleniowy dla księży.
Z jego inicjatywy w 1582 roku wysłano do Rzymu czterech nastoletnich (mieli 13-14 lat w momencie wypłynięcia z Japonii) studentów seminarium duchownego (Misja Tenshō), co było pierwszą japońską misją dyplomatyczną w Europie. Powrócili w 1590 roku.
Pomimo że chrześcijaństwo zostało zakazane na początku XVII wieku, w Japonii było wówczas około 300 tysięcy wyznawców i ponad 100 księży.
Postać Alessandro Valignano została przedstawiona w filmie „Milczenie” Martina Scorsese.